# Arachnoscelis
Arachnoscelis is een geslacht van rechtvleugeligen uit de familie sabelsprinkhanen (Tettigoniidae). De wetenschappelijke naam van dit geslacht is voor het eerst geldig gepubliceerd in 1911 door Karny.

## Soorten
Het geslacht Arachnoscelis omvat de volgende soorten:
- Arachnoscelis arachnoides Redtenbacher, 1891
- Arachnoscelis feroxnotha Bowen-Jones, 1994
- Arachnoscelis magnifica Hebard, 1927
- Arachnoscelis meriti Nickle, 2002
- Arachnoscelis rehni Randell, 1964
- Arachnoscelis tanasijtshuki Gorochov, 2012